# Антонов Юрій Володимирович
Анто́нов Ю́рій Володи́мирович (16 жовтня 1980, Київ, Україна — 12 серпня 2023, Донецька область, Україна) — український військовослужбовець, бойовий медик батальйону Гроза бригади Буревій, учасник російсько-української війни..